# Francisco Montañés
Francisco Montañés Claverías, detto Paco (Castellón de la Plana, 8 ottobre 1986), è un ex calciatore spagnolo, di ruolo centrocampista.

## Caratteristiche tecniche
È un esterno sinistro.

## Carriera
Proveniente dalla cantera del Barça, debutta tra i professionisti nel 2006.

## Palmarès

### Club
- Campionato spagnolo: 1

Barcellona: 2005-2006
- Segunda Division: 1

Levante: 2016-2017

### Nazionale
- Giochi del Mediterraneo: 1

 2005